# Hulzenberg
De Hulzenberg is een van de hoogste heuvels (82,4 meter) in het Bergherbos (ook wel Montferland genoemd) in de gemeente Montferland. De Hulzenberg is gelegen nabij Stokkum, enkele kilometers westelijk van 's-Heerenberg in de provincie Gelderland.
Op de top van de Hulzenberg is sinds januari 2015 de houten uitkijktoren Montferland van Natuurmonumenten te beklimmen. De toren is 21 meter hoog, waardoor men zich boven in de toren op circa 100 meter boven NAP bevindt.

## Afbeeldingen

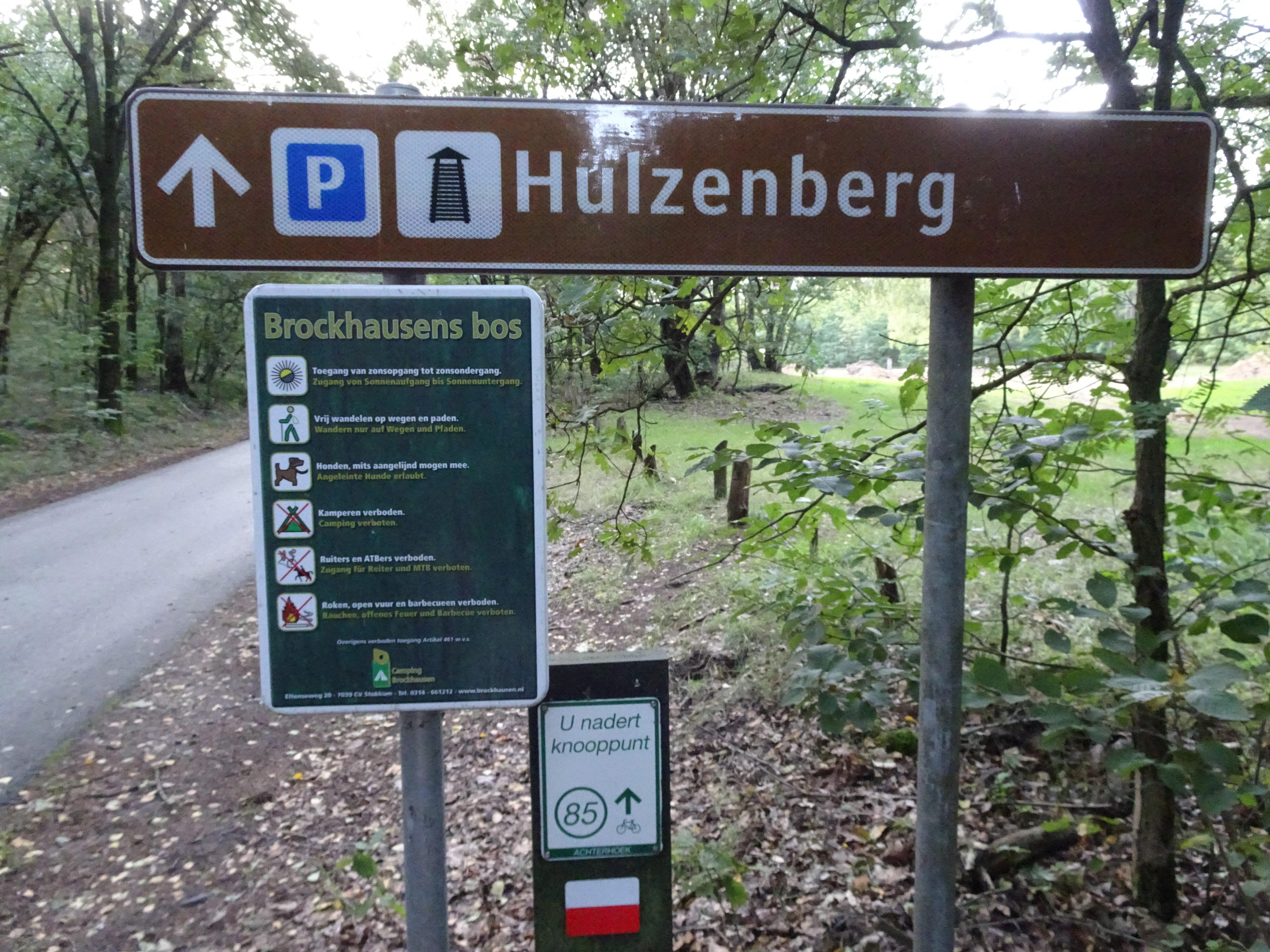
Parkeerplaats Eltense weg
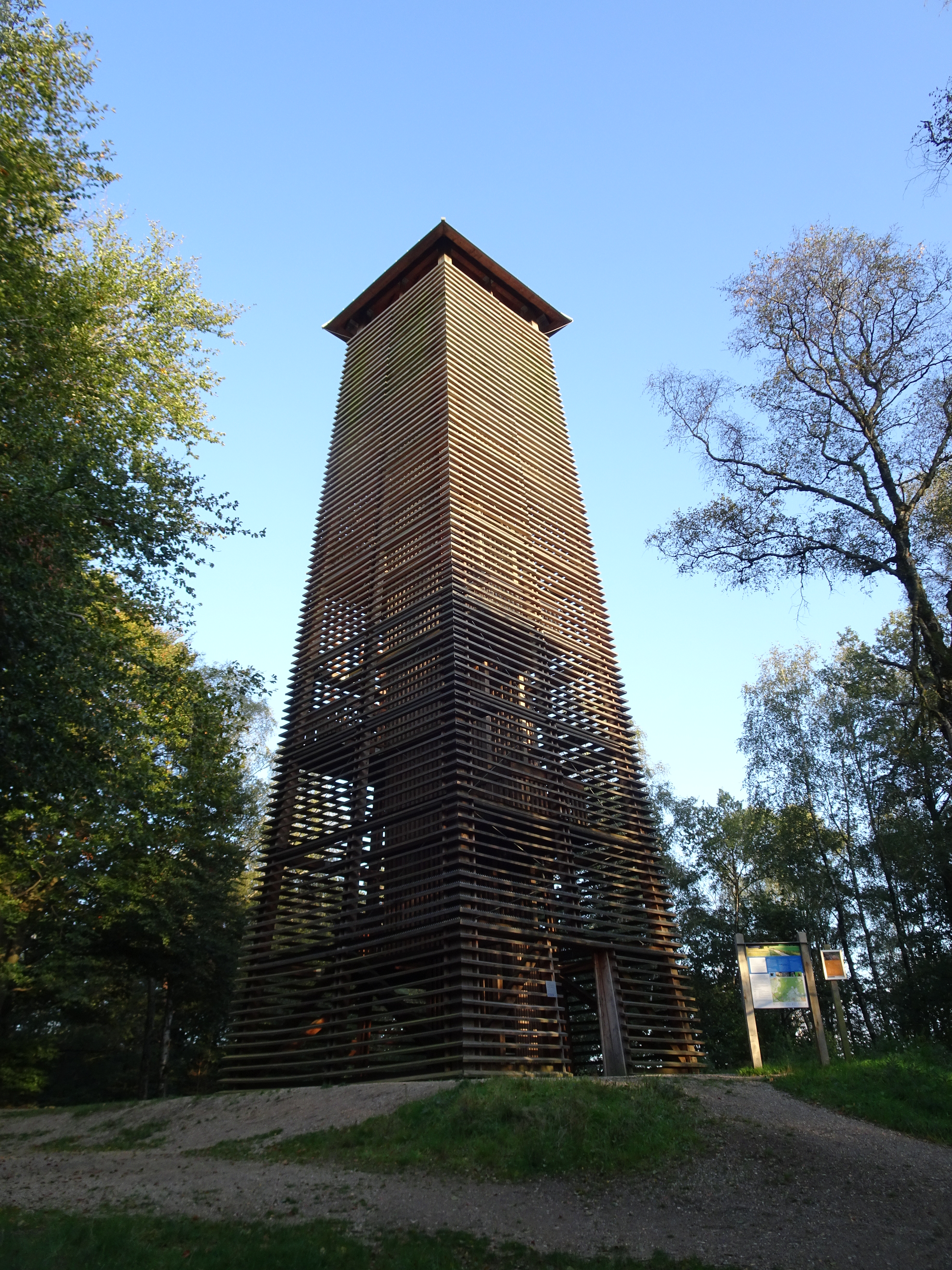
Uitkijktoren Montferland
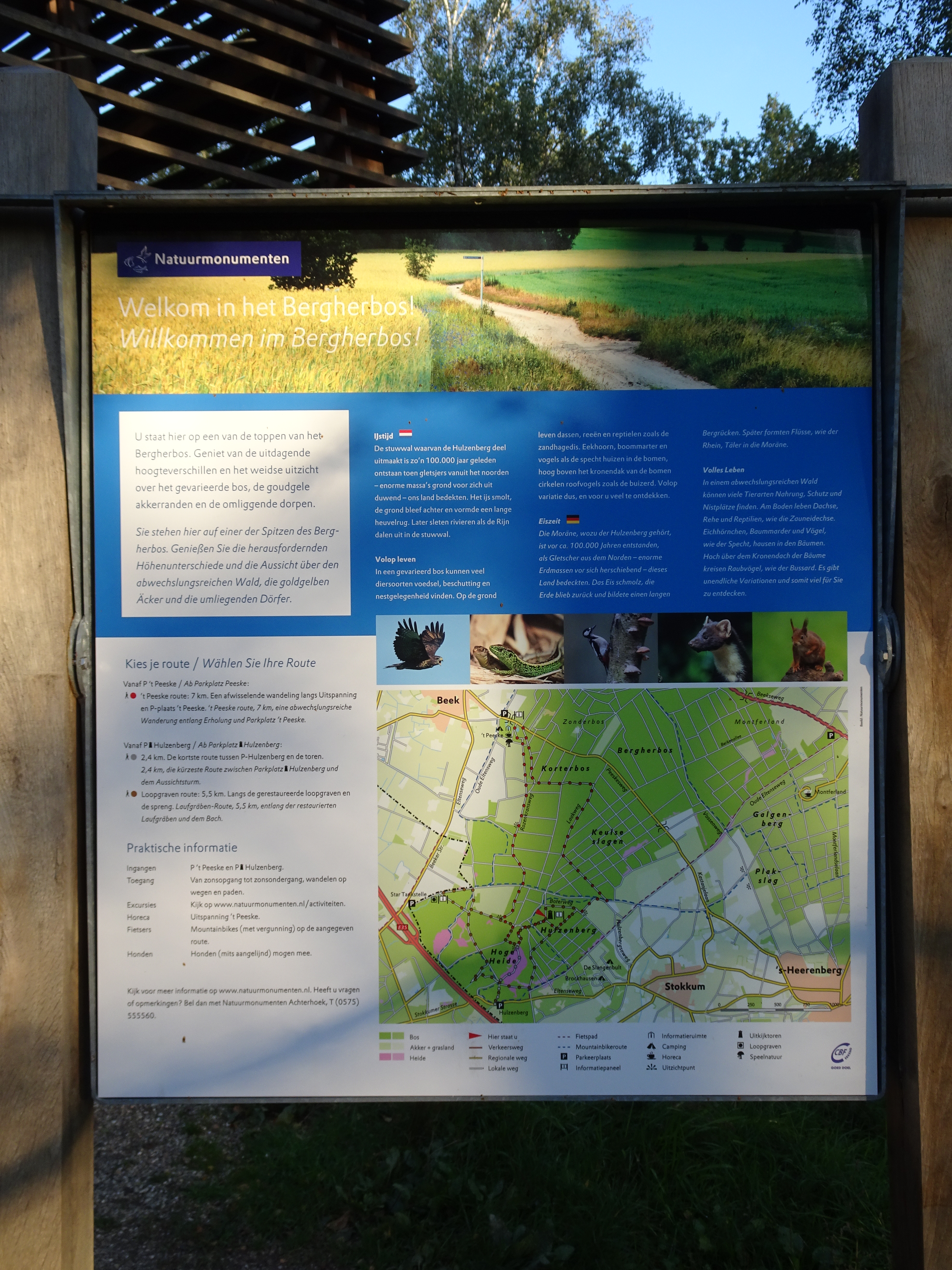
Kaart Montferland